# Lithostratigrafie

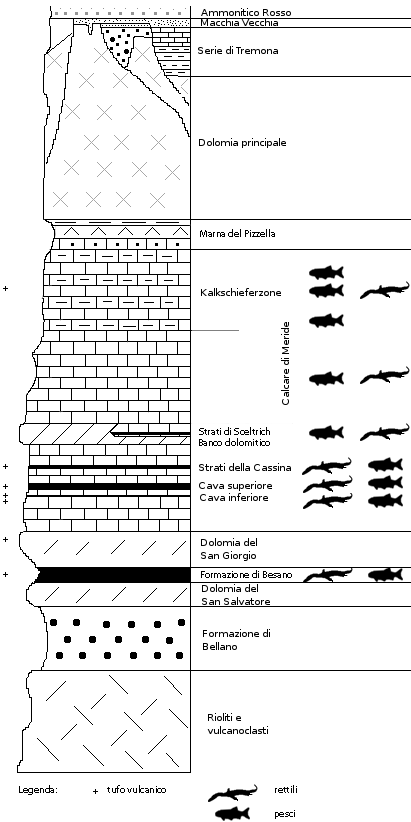
Voorbeeld van een lithostratigrafische colom, waarin de eigenschappen van gesteentelagen worden geplot langs een verticale schaal waarop de relatieve diktes van de lagen zijn af te lezen.

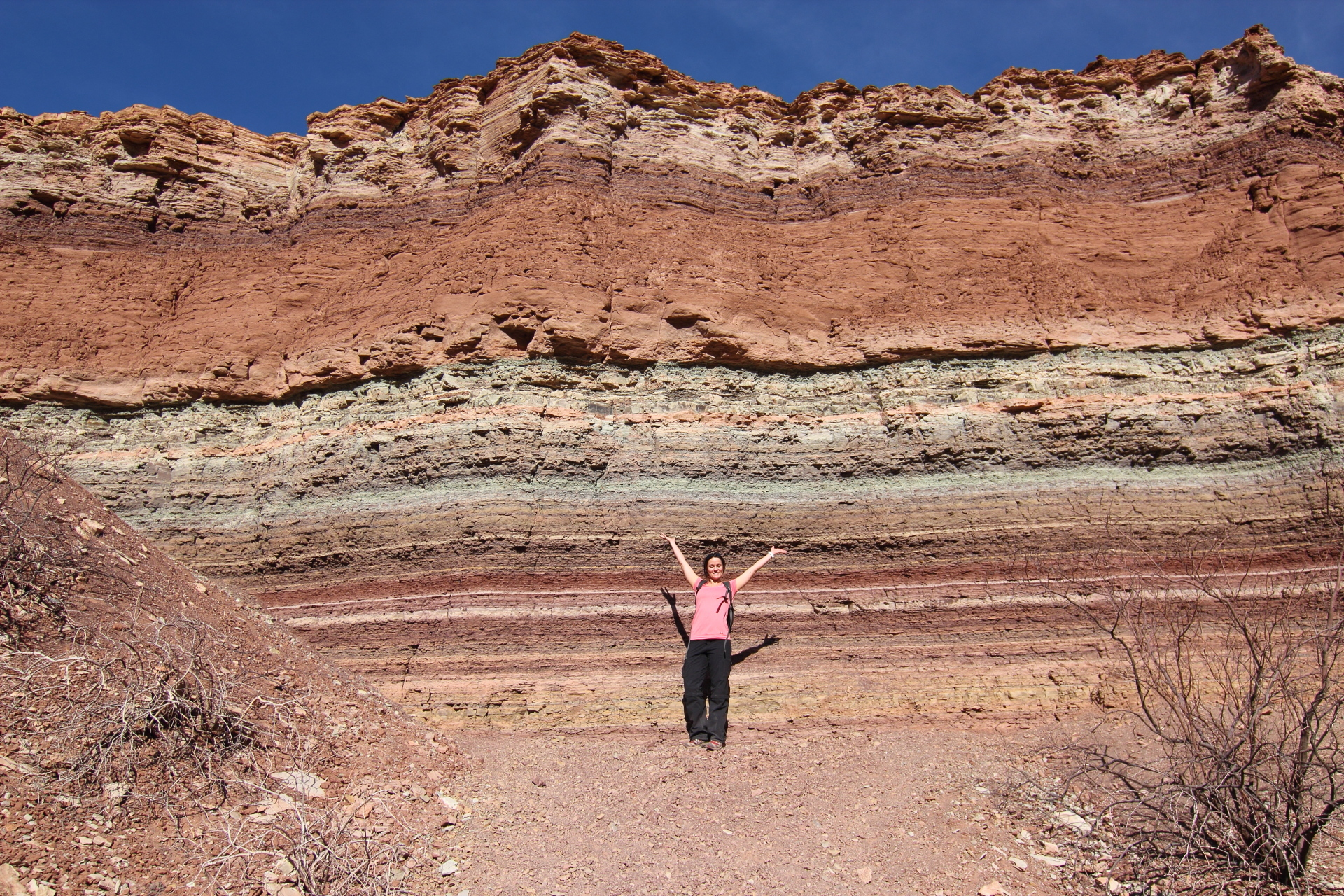
Sedimentaire gelaagdheid in Salta (Argentinië).

Lithostratigrafie is een wetenschappelijke discipline binnen de stratigrafie en geologie die de volgorde van gesteentelagen bestudeert. Het doel van lithostratigrafie is het opstellen van lithologische colommen waarin van individuele gesteentelagen de dikte en lithologie wordt geplot.
In tegenstelling tot chronostratigrafie, waarbij van gesteentelagen de chronologische volgorde wordt bepaald, gaat het bij lithostratigrafie om de eigenschappen van gesteentelagen zoals die op een bepaalde plek te vinden zijn. Omdat lagen die in een bepaald tijdvak zijn afgezet, regionaal in dikte kunnen verschillen, of in hetzelfde tijdvak lateraal verschillende typen gesteenten kunnen zijn afgezet (dit noemt men een verschil in sedimentaire facies) is lithostratigrafie per definitie een vorm van regionale geologie.

## Methode

### Wetten van de stratigrafie
Om een complete lithostratigrafie op te stellen voor een bepaald gebied wordt gebruikgemaakt van de drie wetten van Steno en het herkennen van bedding in het gesteente.
Steno's wet van oorspronkelijke horizontaliteit van (sedimentaire) gesteentelagen maakt dat deze horizontaal in een lithostratigrafische colom geplot worden.
De wet van superpositie zegt dat de oorspronkelijk bovenliggende lagen jonger zijn, deze komen in de lithostratigrafische colom boven oudere lagen.
De wet van laterale continuïteit ten slotte, zegt dat in hetzelfde gebied lagen lateraal vervolgbaar zijn. Dit is belangrijk, want in een bepaalde ontsluiting valt vaak maar een beperkt deel van de stratigrafie van een gebied (door geologen een “sectie” genoemd) te bestuderen. Correlatie tussen verschillende ontsluitingen/secties is daarom cruciaal. Correlatie komt meestal voornamelijk tot stand door biostratigrafie (met behulp van gidsfossielen) en/of lithologie.
De dikte van gesteentelagen kan worden geplot door de kortste afstand (dat is loodrecht op de gelaagdheid) tussen de top en bodem van de laag te schatten.

### Lithologie
De bestudering van lithologieën is onderdeel van de petrologie. Bij sedimentair gesteente zijn de belangrijke eigenschappen de kleur, chemische samenstelling, korrelgrootte van klasten, competentie, en textuur. Ook eventuele fossielinhoud en sedimentaire structuren kunnen typisch zijn voor een bepaalde laag. Een relatief nieuwe methode is het correleren van sedimentaire cycli, dit wordt sequentiestratigrafie genoemd.
Bij stollingsgesteente gaat het om de mineraalinhoud en korrelgrootte van de kristallen. Bij licht metamorf gesteente kunnen eventueel in het oog springende metamorfe mineralen vermeld worden. In hoog metamorfe gesteenten zijn individuele lagen vaak nauwelijks meer te herkennen. Vaak worden deze gesteenten daarom als één eenheid, de sokkel gezien.
Uit de lithologie van gesteente blijkt meestal gelijk in welke facies het gevormd werd.

## Lithostratigrafische eenheden
Gesteentelagen worden door de lithostratigrafie in eenheden opgedeeld, van klein naar groot zijn deze eenheden:
- een supergroep;
- een subgroep;
- een groep;
- een formatie, een groep lagen die een min of meer duidelijke stratigrafische afgrenzing hebben;
- een afzetting (ook: lid of laagpakket; Engels: member), gesteenten die binnen een formatie kunnen worden onderverdeeld omdat ze een bepaalde lithologische eigenschap (bijvoorbeeld veroorzaakt door een faciesverschil) gemeenschappelijk hebben;
- een bed, een individuele laag met dezelfde lithologie.

De formatie is de fundamentele eenheid van de lithostratigrafie. Eenheden boven de formatie geven meestal aan dat de betreffende formaties allen zijn afgezet in een interval tussen twee belangrijke tektonische fases.
Een bepaalde lithostratigrafische eenheid wordt gedefinieerd op een bepaalde typelocatie, het gesteente op deze locatie wordt het stratotype genoemd. Een lithosoom is een grote gesteentemassa met in essentie dezelfde lithologische eigenschappen.

## Stratigrafische relaties
Twee lithostratigrafische eenheden worden van elkaar gescheiden door een grensvlak. Er zijn twee soorten grenzen: conforme en non-conforme grenzen.

### Conforme grensvlakken
Bij conforme grenzen is er sprake van een continu doorgaande sedimentatie (er zit geen hiaat in de stratigrafie). Een conform grensvlak (een conformiteit; Engels: conformity) werd gevormd door een verschil in lithologie, dat ontstaan is door een verschil in facies. Conformiteiten kunnen abrupt zijn, maar ook een geleidelijke overgang in de lithologie van het gesteente vormen. In het laatste geval is de grens tussen twee eenheden uiteraard moeilijker vast te leggen.

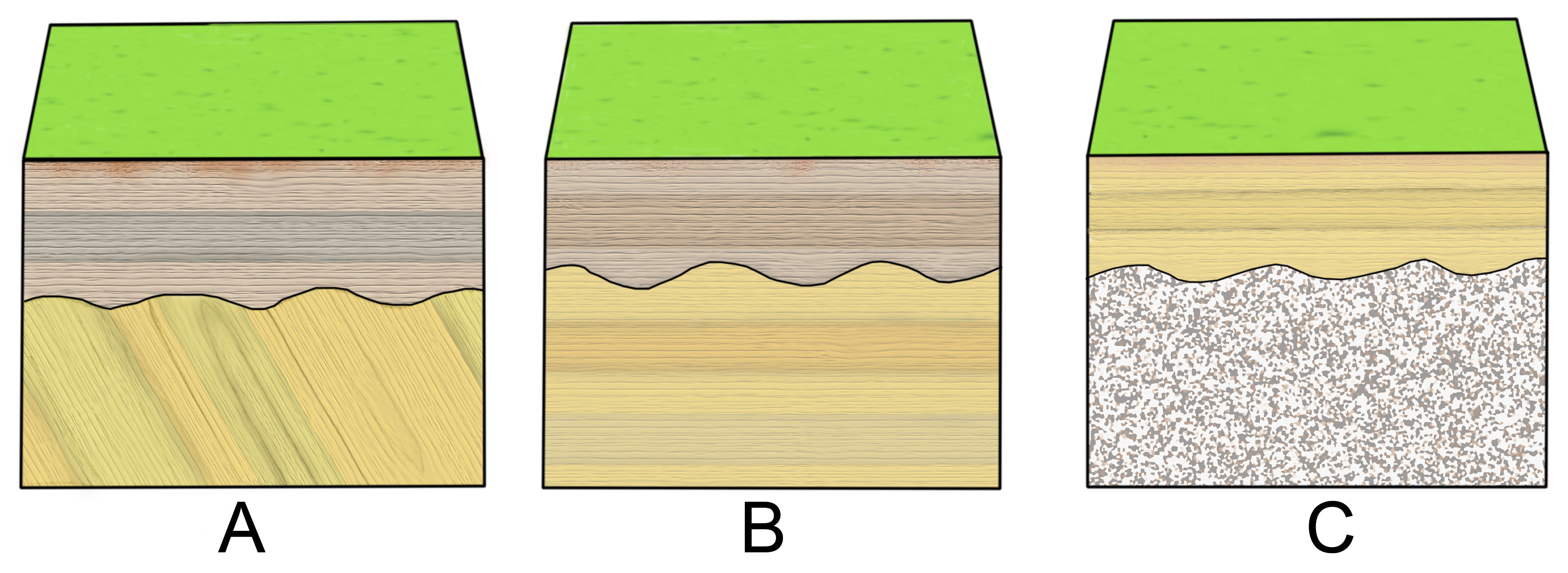
Drie typen discordanties: A: hoekdiscordantie; B: disconformiteit; C: non-conformiteit.

### Non-conforme grensvlakken
Bij non-conforme grensvlakken (zogenaamde discordanties) is wel sprake van een hiaat. De lagen aan weerszijden van het grensvlak kunnen dan zeer verschillende ouderdommen hebben. Een hiaat wordt veroorzaakt doordat tijdens een bepaalde periode geen sedimentatie heeft plaatsgevonden, meestal gaat dit gepaard met erosie.
Er bestaan vier soorten non-conforme grensvlakken (Engels unconformity):
- bij hoekdiscordanties (Engels: angular unconformity) ligt jonger sediment boven op door tektoniek scheefgesteld (soms ook geplooid) ouder gesteente. Dezelfde tektonische fase kan verantwoordelijk zijn geweest voor de tektonische opheffing waardoor erosie en geen sedimentatie plaats kon vinden.
- bij disconformiteiten wordt het contact tussen jongere en oudere lagen gevormd door (onregelmatige) erosievlakken. Op het erosievlak kunnen soms paleosols (sporen van vroegere bodemvorming) herkend worden.
- bij paraconformiteiten liggen de lagen boven en onder de non-conformiteit parallel. Er is sprake van een hiaat, maar er heeft geen erosie plaatsgevonden. Deze grensvlakken zijn vaak moeilijk te herkennen.
- bij non-conformiteiten liggen sedimentlagen bovenop gesteente waarin geen bedding meer te herkennen is, zoals hoog-metamorfe of stollingsgesteenten. Het hiaat vertegenwoordigt in deze gevallen vaak een aanzienlijke hoeveelheid tijd, waarbij grote hoeveelheden gesteente zijn geërodeerd.